# Эрдинг (район)
Эрдинг (нем. Erding) — район в Германии. Центр района — город Эрдинг. Район входит в землю Бавария. Подчинён административному округу Верхняя Бавария. Занимает площадь 870,44 км². Население — 123 669 чел. Плотность населения — 142 человека/км².
Официальный код района — 09 1 77.
Район подразделяется на 26 общин.

## Города и общины

Муниципалитеты района Эрдинг (Бавария)

Города
1. Дорфен (13 419)
2. Эрдинг (33 000)

Ярмарки
1. Изен (5 229)
2. Вартенберг (4 560)

Объединения общин
Управление Хёрлькофен
Управление Обердинг
Управление Обернойхинг
Управление Паштеттен
Управление Штайнкирхен
Управление Вартенберг
Общины
1. Берглерн (2 403)
2. Бокхорн (3 412)
3. Бух-ам-Бухрайн (1 400)
4. Айттинг (2 256)
5. Финзинг (4 063)
6. Форстерн (3 096)
7. Фраунберг (3 316)
8. Хоэнпольдинг (1 431)
9. Иннинг-ам-Хольц (1 428)
10. Кирхберг (910)
11. Лангенпрайзинг (2 518)
12. Ленгдорф (2 647)
13. Мозиннинг (5 175)
14. Нойхинг (2 327)
15. Обердинг (5 122)
16. Оттенхофен (1 773)
17. Паштеттен (2 373)
18. Санкт-Вольфганг (4 156)
19. Штайнкирхен (1 159)
20. Тауфкирхен (8 852)
21. Вальпертскирхен (1 998)
22. Вёрт (4 513)

## Население
По оценке на 31 декабря 2015 года население района составляет 133 747 человек.
| Дата      | 1840  | 1871  | 1900  | 1925  | 1939  | 1950  | 1961  | 1970  | 1987  | 2011   |
| --------- | ----- | ----- | ----- | ----- | ----- | ----- | ----- | ----- | ----- | ------ |
| Население | 33656 | 41186 | 46900 | 51158 | 54360 | 73189 | 72699 | 78975 | 89190 | 125706 |

| Год       | 1960  | 1970  | 1980  | 1990  | 2000   | 2009   | 2010   | 2011   | 2012   | 2013   | 2014   | 2015   |
| --------- | ----- | ----- | ----- | ----- | ------ | ------ | ------ | ------ | ------ | ------ | ------ | ------ |
| Население | 73286 | 79529 | 86616 | 94803 | 115939 | 126370 | 127011 | 126676 | 128289 | 130238 | 131839 | 133747 |

## Внешние ссылки
- Официальная страница Архивная копия от 14 сентября 2008 на Wayback Machine (нем.)